# 49294 Jacqclairnoëns
49294 Jacqclairnoëns è un asteroide della fascia principale. Scoperto nel 1998, presenta un'orbita caratterizzata da un semiasse maggiore pari a 2,346746 UA e da un'eccentricità di 0,275188, inclinata di 3,101668° rispetto all'eclittica. Ha un diametro di 1,597 km.